# Садыков, Буда Сергеевич
Буда́ Серге́евич Са́дыков (22 декабря 1916, Иркутская губерния — 3 ноября 1992, Улан-Удэ) — советский бурятский художник,  Заслуженный деятель искусств Бурятской АССР, Народный художник Бурятской АССР.

## Биография
Родился 22 декабря 1916 года в улусе Халаптуй Иркутской губернии (на территории современного Аларского района Иркутской области).
Во время учёбы в Аларской средней школе, Буда встретился с будущим народным художником Бурятии Романом Мэрдыгеевым, который в этой школе вёл уроки рисования. Встреча эта сыграла впоследствии решающую роль в выборе жизненного пути художника.
После окончания школы в 1937 году Буда Садыков, по совету Мэрдыгеева, поступил в Иркутское художественное училище, однако окончить учёбу не успел — началась Великая Отечественная война и его мобилизовали на фронт. 
Участвовал в сражениях под Ленинградом и Сталинградом, на Курской дуге, освобождал Севастополь. Войну закончил в Восточной Пруссии.
Вернувшись с войны, окончил Иркутское художественном училище в 1947 году.
С 1948 года работы Садыкова выставляются на республиканских, зональных и всесоюзных выставках.
В 1956 году принят в Союз художников СССР.
В составе бурятской делегации участвовал во II декаде бурятского искусства и литературы в Москве в 1959 году.
Яркой особенностью творчества Буды Садыкова являются его многочисленные городские пейзажи столицы Бурятии, за которые художника по праву называют — «Певец Улан-Удэ». Признанием заслуг стала персональная выставка в Художественном музее им. Сампилова в 1987 году.
Художник обращался и к жанру портретов, героями которых становились люди труда, науки, ветераны войны. Последние годы жизни посвятил историко-революционной тематике и теме Великой Отечественной войны.
Умер 3 ноября 1992 года в Улан-Удэ.

## Известные произведения
- «Портрет чабанки Доржижаповой Х.Д.» (1954)
- «Портрет передовой доярки Амоголоновой Д.Н.» (1957)
- «Улан-Удэ. Площадь Советов» (1959)
- «Стадо» (1963)
- «Улан-Удэ. Новый район» (1964)
- «В Саянах» (1966)
- «Путепровод» (1969)
- «Портрет профессора Абахаева М.Г.» (1975).

Все работы Буды Садыкова находятся в Художественном музее им. Сампилова в г. Улан-Удэ.

## Награды и звания
- Орден Красной Звезды
- Орден «Знак Почёта»
- Заслуженный деятель искусств Бурятской АССР
- Народный художник Бурятской АССР